# Spotted Tail
Spotted Tail (en lakota : Siŋté Glešká) est un important chef lakota de la bande des Brûlés né vers 1823 et mort assassiné le 5 août 1881. 
Bien qu’ayant été un grand guerrier dans sa jeunesse, il est devenu convaincu de l’inutilité de s’opposer aux incursions des Blancs dans sa terre natale, et est devenu un homme politique promouvant la paix et défendant les droits de sa tribu. Ce fut un contemporain de Crazy Horse. 

## Biographie

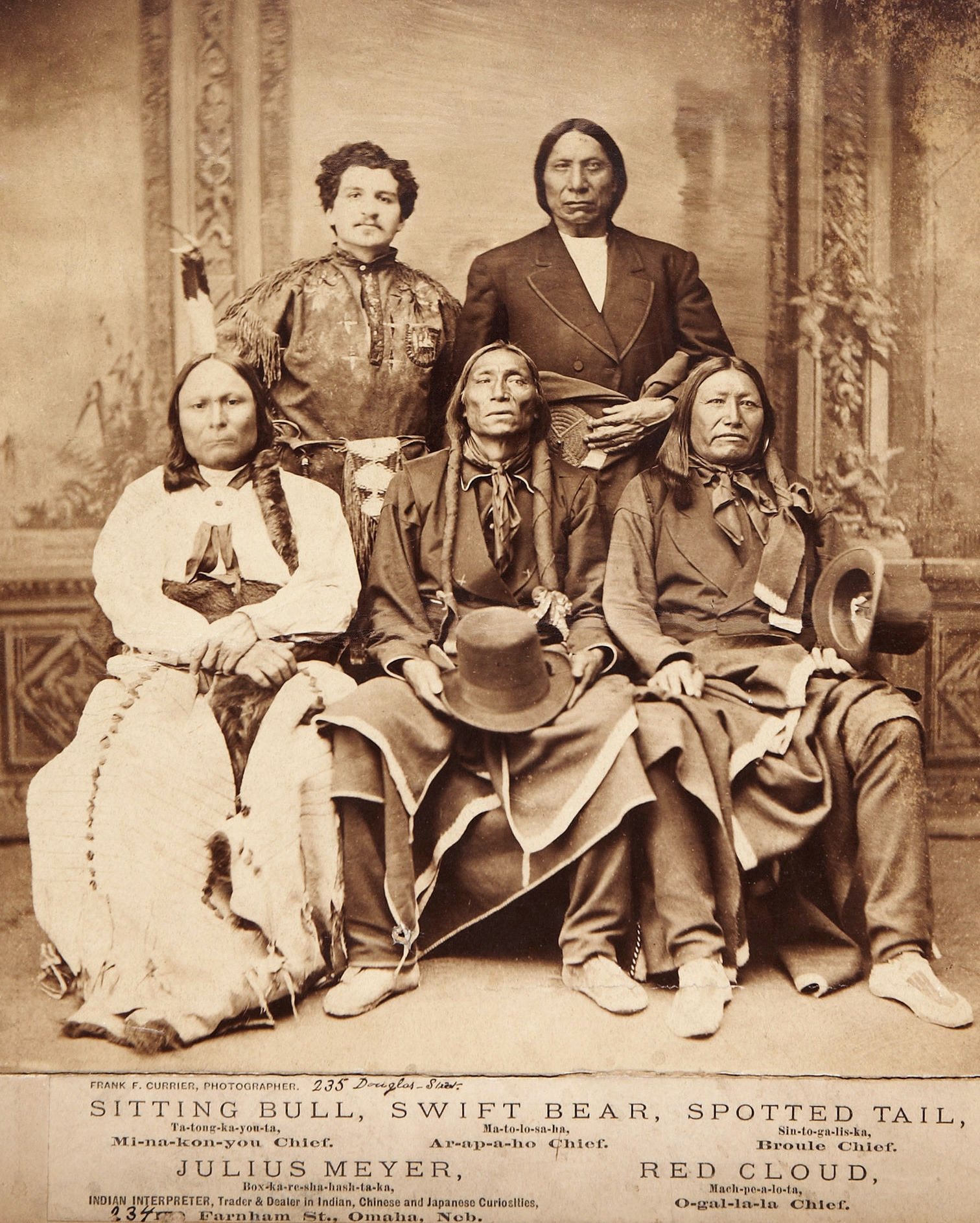
Spotted Tail posant avec Julius Meyer (1851-1909), interprète de langues amérindiennes, en compagnie de plusieurs chefs indiens ("Young" Sitting Bull des Oglallas, Red Cloud et Swift Bear à Omaha (1875),.

Spotted Tail naît en 1823 ou 1824,, probablement dans la région de la White River dans le Nebraska actuel. Son nom de naissance est Jumping Buffalo et il prend le nom de Spotted Tail (« queue tachetée ») le jour où un trappeur lui offre une queue de raton laveur qu'il choisit d'arborer et dont il se sert comme talisman.
En novembre 1854, pour venger la mort du chef Conquering Bear (en) tué l'été précédent lors du massacre de Grattan, Red Leaf, Long Chin, Spotted Tail et deux adolescents attaquent une malle-poste, tuant trois Blancs. Lors d'un conseil tenu à Fort Laramie, le général William S. Harney exige que les chefs livrent aux autorités américaines les guerriers qui ont pris part à l'attaque de la malle-poste. Le 18 octobre 1855, Spotted Tail, Red Leaf et Long Chin se rendent à Fort Laramie pour y effectuer leur reddition. Ils sont ensuite conduits à Fort Leavenworth dans l'État actuel du Kansas. Le voyage à travers le Kansas et l'arrivée au fort marquent profondément les captifs ; devant le nombre et la puissance des Américains, Spotted Tail prend conscience qu'une guerre contre les Blancs ne peut rien leur apporter. Durant leur détention, les Sioux sont bien traités et Spotted Tail se lie d'amitié avec les officiers du fort. Ils sont finalement amnistiés le 16 janvier 1856 par le président Franklin Pierce mais restent à Fort Leavenworth jusqu'à la fin de l'hiver.
On dit que ses sœurs Iron Between Horns et Kills Enemy se seraient mariées avec son père après la mort de sa mère. Il a été tué par Crow Dog (en) en 1881 parce que d’autres chefs le considéraient comme un traître dans la lutte pour le pouvoir entre les Lakotas, qui a suivi la guerre des Black Hills.

## Hommages
En 1971, l'université tribale de la réserve indienne de Rosebud (Dakota du Sud) a été baptisée de son nom : Sinte Gleska University.